# 블레스 (비디오 게임)
《블레스》(Bless)는 네오위즈게임즈가 개발하는 초대형 프로젝트로 대규모 다중 사용자 온라인 롤플레잉 게임(MMORPG)이다.

## 개요
《블레스》는 네오위즈게임즈가 자체개발로 선보이는 블록버스터급 대작MMORPG로 2013년에 처음으로 선보일 예정이다. '블레스'는 '리니지2'를 개발한 한재갑 PD(총괄 디렉터)부터 '리니지2', '아이온', '테라' 등 다수의 MMORPG 개발 경험과 노하우를 가진 150여명의 개발진들이 참여하고 있다. '블레스'는 언리얼 3.0을 최대한 활용하여 중세 판타지 세계를 사실감 있게 구현했으며, 심리스 방식을 활용하여 광활하고 리얼한 월드를 만들기 위해 Epic Games korea와 협업하여 MMORPG게임 최초로 랜드스케이프 기술을 적용했다.
블레스의 첫 번째 메인 스토리는 전쟁이라는 거대한 운명의 소용돌이 속에서 각자의 신념과 이상을 실현하기 위해 싸우는 이들의 이야기를 그리고 있다. 플레이어는 신성 제국 ‘하이란’과 자유연합 ‘우니온’의 양대 진영에 포진한 열 개 종족 중 하나를 선택, RvR 구조의 월드에서 한정된 자원을 놓고 벌어지는 대규모 전쟁과 공성전에 참여할 수 있다. 이외에도 블레스는 ‘살아있는 세상’을 목표로 모든 배경요소, 기후나 식생 같은 자연환경 뿐만 아니라 해당 지역의 역사와 문화에 대한 설정까지 치밀하게 반영하고 있으며, 뛰어난 그래픽을 통해 ‘실제로 존재하는 듯한 세상’을 구현하고 있다.
《블레스》는 국내 문화 콘텐츠로는 최초로 한스 짐머 사단과 함께 작업하며, 총 13곡의 OST를 제작했다. 한스 짐머는 ‘블레스’의 중세 판타지 세계관과 각기 다른 10개 종족의 문화를 표현하기 위해 오랜 시간 협업을 해왔으며, 1백여명이 넘는 런던 심포니 오케스트라를 녹음에 참여시키는 등 제작에 심혈을 기울였다.

## 개발
2009년 개발을 시작으로 2011년엔 G-Star에서 블레스 아트 컨셉과 티저 영상을 최초 공개했으며, 2012년 G-Star에서 트레일러 영상과 첫 시연 버전을 공개하였다.
2014년 2월 1차 CBT를 통해 우니온 진영의 3개 종족(아미스타드, 아쿠아 엘프, 판테라), 4개 전투 직업군(가디언, 버서커, 레인저, 팔라딘)과 7개의 지역을 공개하였으며,
2014년 12월 2차 CBT를 통해 하이란 진영과 3개의 신규 종족(하비히츠, 실반 엘프, 루푸스), 블레스의 새로운 전쟁 구도인 RxR 컨텐츠(카스트라 공방전, 통치 계약, 수도 쟁탈전 등)을 선보였다.
이어, 2015년 9월 파이널 테스트를 통해 신규 직업 '어새신'과 '메이지'를 공개하고 최종 점검에 나섰다.

## 세계관
블레스의 세계는 창세 시대부터 이어져 내려와 중세 판타지 세상을 배경으로 한다. 첫 번째 메인 스토리의 부제는 ‘폭풍 속의 불씨들(Embers in Storm)’로, 전쟁이라는 거대한 운명의 소용돌이 속에서 각자의 신념과 이상을 실현하기 위해 싸우는 영웅들의 이야기를 그리고 있다. 사용자들은 신성 제국 하이란과 종족 연합 우니온의 양대 진영에 포진한 열 개 종족 중 하나를 선택, 서로 다른 장소에서 플레이를 시작한다. 블레스는 여러 종족의 고유한 역사와 문화를 반영하는 스토리와 사용자의 행동과 선택에 따른 이야기 전개를 지향한다.

## 종족과 직업
블레스에는 두 개의 진영, 총 10개의 종족과 8개의 직업이 준비 중이다.
직업
- 가디언(Guardian)
- 버서커(Berserker)
- 팔라딘(Paladin)
- 레인저(Ranger)
- 어새신(Assassin)
- 메이지(Mage)
- 워락(Warlock)
- 미스틱(Mystic)

하이란 진영의 종족들
- 하비히츠(HABICHTS)
- 실반엘프(SYLVAN ELF)
- 루푸스(LUFUS)
- 페다인(FEDAYIN)
- 마스쿠(MASCU)

우니온 진영의 종족들
- 아미스타드(AMISTAD)
- 아쿠아엘프(AQUA ELF)
- 판테라(PANTERA)
- 이블리스(IBLIS)
- 시렌(SIREN)

## 대표 영상 모음
- 2015 파이널 테스트 프로모션 영상 ‘New Time’
- 2015 블레스 커스터마이징 영상
- 2015 블레스 OST 메인 테마 MV 폭풍 속의 불씨들
- 2015 블레스 & 한스 짐머 OST 메이킹 영상
- 2014 2차 CBT 스페셜 영상 '전란의 시작' 풀버전 (Full HD)
- 2014 2차 CBT 튜토리얼 던전 '환몽의 니그라투리스' 플레이 영상
- 2014 RxR 프리뷰 영상
- 2014 블레스 시네마틱 메이킹 영상
- 2014 1차 CBT 프로모션 영상
- 2014 1차 CBT 클로징 영상
- 2013 KGC 블레스 월드 컨셉 영상
- 2013 KGC VFX 전투 영상

## 사양 정보
| 그래픽 품질 일괄 설정 | 1(최소)              | 2                            | 3(원활)                      | 4(권장)                      | 5                            |
| --------------------- | -------------------- | ---------------------------- | ---------------------------- | ---------------------------- | ---------------------------- |
| CPU                   | Intel i3 550         | i5 760                       | i5 760                       | i5 2500                      | i5 3570                      |
| 그래픽카드            | GeForce GTS 250      | GTX 650                      | GTX 460                      | GTX 560                      | GTX 660                      |
| RAM                   | 4G                   | 4G                           | 4G                           | 4G                           | 4G                           |
| 운영체제              | Windows 7 (64bit)    | Windows 7 (64bit)            | Windows 7 (64bit)            | Windows 7 (64bit)            | Windows 7 (64bit)            |
| 게임 해상도           | 1280 x 720 (창 모드) | 1920 x 1080 (전체 화면 모드) | 1920 x 1080 (전체 화면 모드) | 1920 x 1080 (전체 화면 모드) | 1920 x 1080 (전체 화면 모드) |

## 관련 기사
- 이동준기자 (2014년 12월 20일). “블레스 2차 CBT, 확 바뀐 전투와 신규 종족!”. 게임조선. 2015년 9월 24일에 원본 문서에서 보존된 문서. 2014년 12월 23일에 확인함.
- 이종훈기자 (2014년 12월 5일). “‘블레스’ 2차 CBT 통해 특화된 진영간 대립구도 공개”. inven.
- 구관우기자 (2014년 12월 22일). “200 대 200의 치열한 전투! 블레스 RXR 카스트라 공방전 체험기”. 디스이즈게임.
- 이종훈기자 (2014년 2월 12일). “2014년 신작 레이스 스타트! 첫 주자 '블레스'를 미리 만나다”. inven.
- 허새롬기자 (2014년 2월 12일). “블레스 체험기, 탄탄한 '기본기'와 빠져드는 '스토리텔링'”. 게임메카. 2014년 3월 5일에 원본 문서에서 보존된 문서. 2014년 3월 4일에 확인함.
- 김승현기자 (2014년 2월 12일). “화려함보다 정갈함을 택하다, '블레스'”. 디스이즈게임.
- 길용찬기자 (2014년 2월 10일). “한재갑 총괄PD "각자 목표가 어우러져 생태계를 이룰 것"”. inven.
- 이하늘기자 (2011년 12월 19일). “2013 대작 '블레스' 출시…게임업계 '지존'되겠다”. etnews.
- 이승희기자 (2012년 11월 10일). “지스타2012 한재갑PD, '블레스' MMORPG 발전 이끌 명작!”. 베타뉴스.
- 김명희기자 (2012년 11월 16일). “블레스, 아이온 못지 않은 블록버스터로 만들겠다”. etnews.
- 박태학, 이정환 (2012년 11월 2일). “GSTAR 2012 유저에게 반응하는 살아 숨쉬는 판타지! "블레스, 내실도 튼튼합니다."”. inven.